# Фосомбронія Вондрачека
Фосомбронія Вондрачека (Fossombronia wondraczekii) — вид печіночників родини Fossombroniaceae.

## Поширення
Батьківщиною є Європа, Австралія, Північна Америка.
Росте на вологому, бідному вапном, багатому на основи, нейтральному або помірно кислому ґрунті в світлих, частково затінених або помірно затінених місцях, особливо на полях, на прогалинах лук, по краях канав, насипів, на валах, на стежках або на берегах.

## Опис
Світло-зелені рослини мають довжину до 7 міліметрів, ширину до 2,5 міліметрів і ростуть купно. Нижня сторона стовбура густо вкрита фіолетово-пурпуровими ризоїдами. Похило прикріплені та щільно розташовані листки різноманітні, від квадратних до прямокутних, також клиноподібних, з майже цілісними краями або неправильно лопатевими, злегка хвилястими або кучерявими. Вид однодомний. Вид можна достовірно ідентифікувати лише за зрілими спорами, які мають темний або чорно-коричневий колір і мають розмір від 35 до 54 мікрометрів. Зовні вкрита численними пластинками, які видно на краю спори у вигляді 25-40 коротких обрізаних зубців. Зовні вкрита численними пластинками, які видно на краю спори у вигляді 25-40 коротких обрізаних зубців. Вид зазвичай недовговічний і однорічний, спори дозрівають з осені до зими.